# ФК Шкендия
ФК „Шкендия“ (на македонска литературна норма: ФК Шкендија; на албански: KF Shkëndija, Шкъндия) е футболен отбор от Тетово, Северна Македония.
Играе домакинските си срещи на Еколог Арена в Тетово с червено-черни екипи.

## История

### Югославски период
ФК Шкендия е основан на 27 август 1979 г. от албанци от Тетово. Целта на създаването на клуба е албанците в цяла Югославия да се обединят в подкрепа на единен клуб на албанците. На Шкендия Тетово се е гледало с подозрение от югославските униформени, като се е смятало, че клубът ще събуди националистични настроения сред албанците в Югославия. Като започва от най-ниската дивизия в Югославия, Шкендия спечелва първото място през сезон 1979/80, в резултат на което отбора влиза в трета дивизия. През сезон 1980/81, Шкендия влиза във Втора дивизия. Популярността на клуба започва да се увеличава сред албанското население на Югославия, и управляващото комунистическо правителство решава да закрие клуба, опасявайки се, че с клубът ще се надигне националистическа вълна в Югославия.

### Възстановяване
След провъзгласяването на независимостта на Северна Македония, Шкендия Тетово е възстановен и започва участие от четвъртата македонска лига. Печели промоция всяка година и достига до първа лига. През сезон 2010/11 Шкендия печели титлата на страната.

### Ерата „Еколог“
През сезона 2012/13, Шкендия изпитва финансови затруднения и в резултат на това много от играчите напускат клуба по-рано през лятото. Привържениците на Шкендия започват социална медийна кампания с искане „Ecolog“ да поеме Шкендия. Албански национали Лорик Цана и Джердан Шакири също се включват в кампанията на привържениците. На 31 юли 2013 г. „Ecolog“ поема контрола над Шкендия. Съгласно новата администрация, Шкендия купува в пет нови играчи, четири дни преди да приключи трансферния прозорец.

## Привърженици
Футболната агитка на отбора се нарича „Балисти“, на името на членовете организацията Бали Комбетар.

## Съперничества
В качеството си на клуб със силна албанска националистическа фенска маса, Шкендия има съперничество с повечето от македонските футболни клубове. Въпреки това, най-големите са ФК Вардар и ФК Тетекс.

## Отличия
Първа лига:
- Шампион (5): 2010/11, 2017/18, 2018/19, 2020/21, 2024/25
- Вицешампион (2): 2015/16 2016/17
- Бронзов медалист (1): 2011/12

 Втора лига:
- Победител (3): 1995/96, 1999/2000, 2009/10

 Суперкупа на Македония:
- Носител (1): 2011

 Купа на Македония:
- Носител (2): 2015/16, 2017/18

## Български футболисти
- Йордан Милиев: 2013/15 - (40 мача - 1 гол)
- Мартин Кавдански: 2014 - (11 мача - 2 гола)
- Наско Милев: 2022 - (13 мача - 3 гола)